# 島錢
島錢乃日本古錢（方孔錢）幣分類之一。詞源並不明確的，共有幾種說法。有指是14世紀起在日本流通的私鑄錢之一。亦有可能是對中原地區貿易用錢(參考明日貿易與永樂通寶)。島錢上的錢文，有些會使用宋錢上同樣錢文，但有些只是參考宋錢，例如，某些錢文會變成「宋開聖宝」（宋開聖寶）和「元開通宝」（元開通寶）等新的錢名。
此外，錢文的筆劃有時會被扭曲放大，變得只有形似漢字，（在日本這些最嚴重扭曲的漢字被稱為「非讀」）的錢文不能被讀取的也不少，似乎製作者並不懂漢字，基本上是一枚擁有從別處借來的漢字所組成的新造錢。

## 關連項目
- 宋錢
- 鐚銭
- 私鋳銭